# William Wallace (filosofo)
William Wallace (Cupar, 1844 – Oxford, 1897) è stato un filosofo britannico.

## Biografia

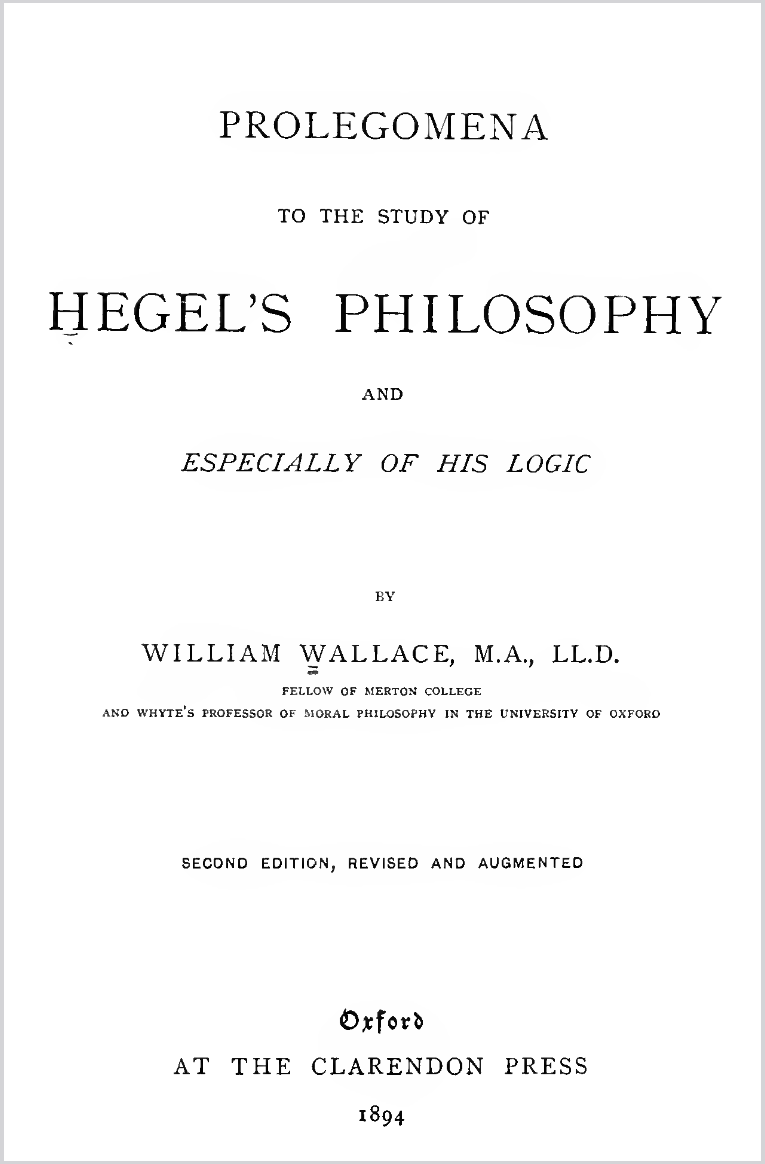
Prolegomeni allo studio della filosofia di Hegel, saggio introduttivo alla Hegel's Philosophy of Mind (1894)

Nato in Scozia, studiò all'Università di St. Andrews, e dal 1864 al Balliol College dell'Università di Oxford. Nel 1872 divenne membro del Merton College di Oxford, e dal 1882 professore di filosofia morale, succedendo a Thomas Hill Green che era uno dei principali esponenti del neoidealismo inglese.
Seguendo le sue orme, Wallace divenne particolarmente noto come traduttore e interprete di Hegel, da lui riletto in un'ottica di raccordo col kantismo, e di convalidazione dei principi teologici cristiani. Esercitò notevole influenza nella diffusione del neohegelismo in Inghilterra. Tra le sue opere si ricordano La logica di Hegel (1873), Kant (1882), ecc., 
Ritenne di trovare una stretta relazione anche tra la dialettica hegeliana e l'evoluzionismo darwinista.
Morì per un incidente in bicicletta all'età di 52 anni.

## Opere
- The Logic of Hegel, 1873
- Epicureanism, 1880
- Kant, 1882
- Life of Arthur Schopenhauer, 1890
- Hegel's Philosophy of Mind, 1894
- Lectures and Essays on Natural Theology and Ethics, 1898